# Велісціхе (Ґурджаанський муніципалітет)
Велісціхе (груз. ველისციხე) — село в Грузії.
За даними перепису населення 2014 року в селі проживає 4508 осіб.